# Казаков Олексій Олегович
Олексі́й Оле́гович Казако́в (нар. 22 лютого 1990, Маріуполь) — український футболіст, воротар.

## Біографія

### Ранні роки
Казаков не закінчував спортивних шкіл, тому його називають футбольним самородком. Почав займатися футболом в 7 років, в селищі Решетилівка, в яку він переїхав з Маріуполя. Спочатку грав у дитячій команді, а потім із старшим складом. Виступав у чемпіонаті Полтавської області за «Решетилівку», пізніше за «Карлівку». Також грав за команду «Гоголево» на Шишацькому кубку.
Пізніше Казаков поступив в Полтавський національний педагогічний університет імені В. Г. Короленка, де Олексій одночасно навчався на вчителя фізкультури та тренувався під керівництвом Олега Кривенко. Саме Кривенко порадив тренерам полтавської «Ворскли» взяти його до табору команди. Спочатку він близько року стажувався в «Ворсклі», але одразу потрапити в дубль клубу йому завадила травма пальця, яку Олексій отримав на зборах в Алушті.

### Молодіжна команда «Ворскли»

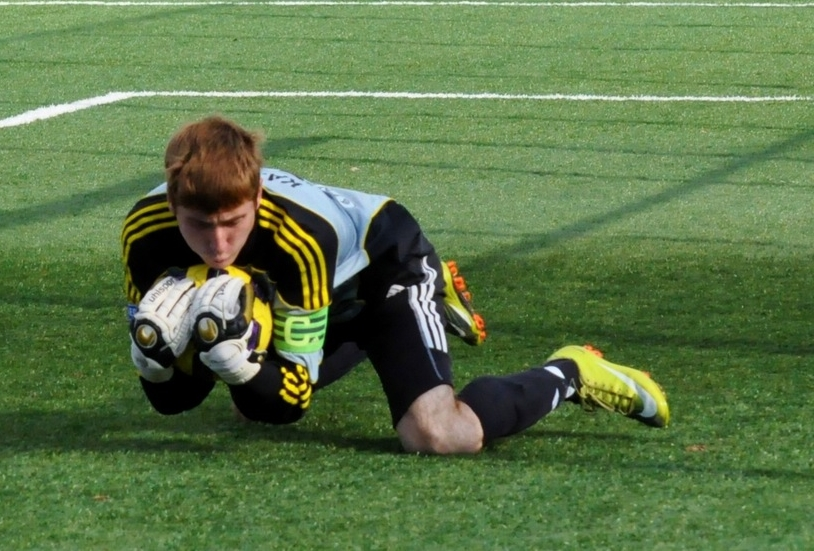
Олексій Казаков у матчі за молодіжну команду «Ворскли». 13 жовтня 2011 року

Взимку 2010 року підписав контракт з «Ворсклою». У команді взяв 51 номер. 27 лютого 2010 року дебютував в молодіжному чемпіонаті України у виїзному матчі проти донецького «Шахтаря» (3:2).. Казаков на 60 хвилині вийшов на поле, після того як був видалений основний воротар команди Олег Чуваев за фол останньої надії і був призначений пенальті у ворота «Ворскли». У підсумку Казаков на 61 хвилині відбив пенальті, який пробив Владислав Насібулін, а «Ворскла», забивши два м'ячі, здобула перемогу. Микола Павлов назвав відбитий пенальті — подвигом. Також по ходу сезону Олексій ще двічі відбивав одинадцятиметровий удар. Всього в сезоні 2009/10 Казаков зіграв 13 матчів у молодіжній першості.
У жовтні 2010 року разом з основною командою «Ворскли» поїхав на короткостроковий збір у Ялту. 9 жовтня 2010 року зіграв у товариському матчі проти «Севастополя» (3:0), Казаков вийшов на 60 хвилині замість Сергія Долганського. У сезоні 2010/11 Казаков став основним воротарем другої команди та зіграв у молодіжній першості 23 гри.

### «Ворскла»
Влітку 2011 року вперше поїхав на повноцінний збір разом з основною командою «Ворскли» в Крим. У вересні та жовтні 2011 року їздив на короткострокові збори з клубом до Ялти. У виїзному матчі 1/16 фіналу Кубка України проти «Миколаєва» (0:2), Казаков потрапив в заявку на гру, але залишився на лаві запасних. На зимових зборах 2012 року в Ялті і Туреччині Казаков знову тренувався з основною командою «Ворскли». У матчах за молодіжну команду Казаков грав як капітан. Саме на зборах у Туреччині Микола Павлов почав награвати Казакова в основній команді.

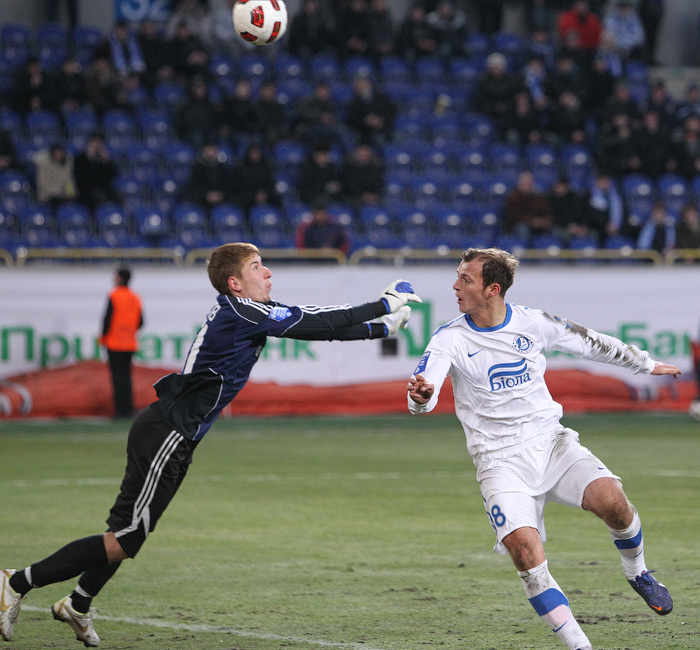
Олексій Казаков (ліворуч) у боротьбі проти Романа Зозулі в матчі чемпіонату України. 10 березня 2012 року

4 березня 2012 року дебютував в Прем'єр-лізі України в домашньому матчі проти криворізького «Кривбасу» (2:1), Казаков відіграв весь поєдинок, на 89 хвилині Сергій Самодін забив гол у ворота Олексія. Його дебют відбувся через те, що основний воротар команди Сергій Долганський був травмований і головний тренер Микола Павлов вирішив довірити місце у воротах молодому воротареві. Після матчу Павлов сказав, що обговорить з президентом клубу збільшення зарплати Казакова та підписання нового довгострокового контракту. Наступний матч провів 10 березня 2012 року проти дніпропетровського «Дніпра» (1:1), Казаков на 50 хвилині пропустив перший гол у грі від Сергія Кравченка. Проте після відновлення Довганського втратив місце в основі і знову став виступати в молодіжній команді.
30 серпня 2013 року в матчі молодіжних складів проти «Говерли» (2:1) на останніх хвилинах вийшов на заміну замість
півзахисника Васілакі, який отримав пошкодження.

### Кар'єра в збірній
Викликався в молодіжну збірну України до 20 років. У розташуванні команди провів 3 дня. Козаков міг поїхати в складі студентської збірної України на Літню Універсіаду 2011 року, але через те, що документи вчасно не були підготовлені він не поїхав на турнір.

## Особисте життя
Неодружений. Крім нього в родини є ще сестра.